# گوناگونی، انصاف و شمول
گوناگونی، انصاف و شمول اصطلاحی است که بیشتر برای توصیف یک قالب آموزشی در محل کار استفاده می‌شود. آموزش‌های گوناگونی، انصاف و شمول برای حمایت از دانستن عملکردی در مورد هویت کارکنان و نحوه هدایت گوناگونی در یک سازمان استفاده می‌شود. با این حال، مفهوم گوناگونی، انصاف و شمول دامنه کاربرد بسیار گسترده‌تری دارد. «گوناگونی» طیف وسیعی از تفاوت‌ها را توصیف می‌کند که ممکن است در بین افراد در هر محیطی وجود داشته باشد، از جمله نژاد، قومیت، ملیت، جنسیت و هویت جنسی، ناتوانی، تنوع عصبی، و غیره. این دلیل نیاز به آگاهی گوناگونی، انصاف و شمول است. «انصاف» مفهوم ارائه فرصت‌های برابر از طریق یک رویکرد شخصی شده، با استفاده از توزیع نابرابر منابع برای «همسطح کردن زمین بازی» است. اعمال انصاف شامل در نظر گرفتن انواع نابرابری‌ها در جامعه است که افراد را در سطوح مختلف تحت تأثیر قرار می‌دهد. انصاف اعمال کردن اصولی است که در گوناگونی، انصاف و شمول وجود دارد. «شمول» جزئیات نتیجه مورد نظر را شرح می‌دهد؛ اطمینان از این که کسانی که تحت عنوان «گوناگون» قرار می‌گیرند، واقعاً احساس امنیت، پذیرفته شدن و شامل شدن می‌کنند. شمول یک گام بعد از ادغام است، که در آن افراد گوناگون بدون تردید به‌طور کامل با محیط عجین می‌شوند. با توجه به پیچیدگی این مسائل در جامعه، گوناگونی، انصاف و شمول ساده یا معمولی نیست. اگرچه گوناگونی، انصاف و شمول بیشتر به عنوان شکلی از آموزش شرکتی شناخته می‌شود، اما این زوایا باید در محیط‌های مختلفی از جمله دانشگاه، محل کار شرکت‌ها، مدارس و فضاهای پزشکی بررسی شوند.